# Karula, Viljandimaa
Karula är en ort i Estland. Den ligger i Saarepeedi kommun och landskapet Viljandimaa, i den centrala delen av landet, 120 km söder om huvudstaden Tallinn. Karula ligger 97 meter över havet och antalet invånare är 250.
Terrängen runt Karula är platt. Runt Karula är det ganska tätbefolkat, med 104 invånare per kvadratkilometer. Närmaste större samhälle är Viljandi, 5,2 km söder om Karula. Omgivningarna runt Karula är en mosaik av jordbruksmark och naturlig växtlighet.